# مالنا ارنمان
سارا ماگدالنا «مالنا» ارنمان (به سوئدی: Sara Magdalena "Malena" Ernman) (زادهٔ ۴ نوامبر ۱۹۷۰) خوانندهٔ سوئدی است.
او در مسابقه آواز یوروویژن ۲۰۰۹ نمایندهٔ سوئد بود.